# Huang-Taiji
Huang Taiji (en xinès 皇太极, pinyin: Huáng tàijí) ( 28 de novembre del 1592 – 21 de setembre de 1643; va regnar del 1626 al 1643) va ser el primer emperador de la dinastia Qing de la Xina, encara que va morir abans d'aconseguir-ho. És el responsable de dos canvis de nom: el seu poble, els  Jurchen, van passar a dir-se  manxús el 1635 i la seva dinastia va canviar de Jin Posteriors a Qing el 1636.
Va ser molt més favorable a l'ètnia Han que el seu pare, Nurhaci del qual era el vuitè fill. El 1626 va succeir com a governant de la dinastia dels Jin Posteriors. Aviat es va adonar que els xinesos Han eren la majoria de la població i els manxús una minoria i que tractar de mantenir la discriminació portaria a la seva dinastia a un fracàs com el que havien patit els Yuan. El 1631 va crear un estat a imatge dels Ming, amb sis ministeris gestionats per nombrosos oficials xinesos però coronats amb una diarquia manxús - xinesos en tots els càrrecs directius.
Decidit a contrarestar el poder de les grans faccions tribals i orientat ja cap a la centralització de l'estat que caracteritzaria tota la dinastia, va introduir de manera immediata els exàmens com a via per a accedir a la burocràcia, a imatge de l'Examen Imperial, apartant-se en això del que havien estat les pràctiques d'altres pobles de l'estepa com khitans i mongols en les seves respectives dinasties Liao i Yuan.
Va continuar l'expansió del seu estat en la regió que més tard es coneixeria amb el nom de Manxúria, va seguir conquerint Mongòlia i va atacar Corea i la Xina dels Ming. Els súbdits de la nova dinastia també van ser organitzats en banderes: quan el 1635 va aconseguir imposar-se definitivament als mongols de la dinastia Yuan del Nord –que continuaven reivindicant l'herència de l'imperi universal de Genguis Kan– es van afegir vuit banderes mongols.
El 1635 Huang Taji va canviar el nom tribal de jürchen (manxú: jušen) a manxú (manxú: manju). El motiu del canvi i el significat original de "manju" no són coneguts. En 1636 va envair Corea amb les banderes manxús i mongols i a l'any següent, el 1637, la va convertir en un protectorat dels Qing. Aquest mateix any els Jin Posteriors van passar a dir-se els Qing, que té el significat de ‘clar’ o ‘pur’.
El 1642 –arran de la defecció cap als jürchen de múltiples militars xinesos– s'hi van sumar vuit banderes xineses. Els descendents de les vuit banderes, manxús, mongols o xineses, van ser els abanderats, qiren, un estatus hereditari que els convertiria en l'elit de l'imperi manxú.
Va incorporar el canons a l'estil dels Ming a l'exèrcit manxú i tenia la voluntat de conquerir la Xina, però, el 1643 va morir de malaltia, deixant el regne al seu novè fill, un nen de cinc anys, el futur emperador Shunzhi (1638-1661), que quedava sota la regència del seu oncle Dorgon i de la seva pròpia mare, l'emperadriu Xiaozhuang Wen, descendent de Genguis Kan, que perpetuaria la influència mongol a la cort.